# بيكا غوتسيريدزه
بيكا غوتسيريدزه (21 فبراير 1988 بتبليسي في جورجيا - ) هو لاعب كرة قدم جورجي في مركز الهجوم. شارك مع منتخب جورجيا تحت 19 سنة لكرة القدم ومنتخب جورجيا تحت 21 سنة لكرة القدم ومنتخب جورجيا لكرة القدم. أما مع النوادي، فقد لعب مع ديلا غوري ونادي دنيبرو دنيبروبتروفسك ونادي زستافوني وFC Sasco Tbilisi ‏ وFC Ameri Tbilisi ‏ وFC Merani Martvili ‏ وكريفباس كريفي ريه ‏.

## وصلات خارجية
- بيكا غوتسيريدزه على موقع الاتحاد الدولي (مؤرشف)  (الإنجليزية)
- بيكا غوتسيريدزه على موقع اتحاد أوكرانيا (الإنجليزية)
- بيكا غوتسيريدزه على موقع قاعدة بيانات كرة القدم.إي يو (الإنجليزية)
- بيكا غوتسيريدزه على موقع ناشيونال فوتبول تيمز (الإنجليزية)
- بيكا غوتسيريدزه على موقع Soccerway.com (الإنجليزية)